# Catherine Spaak

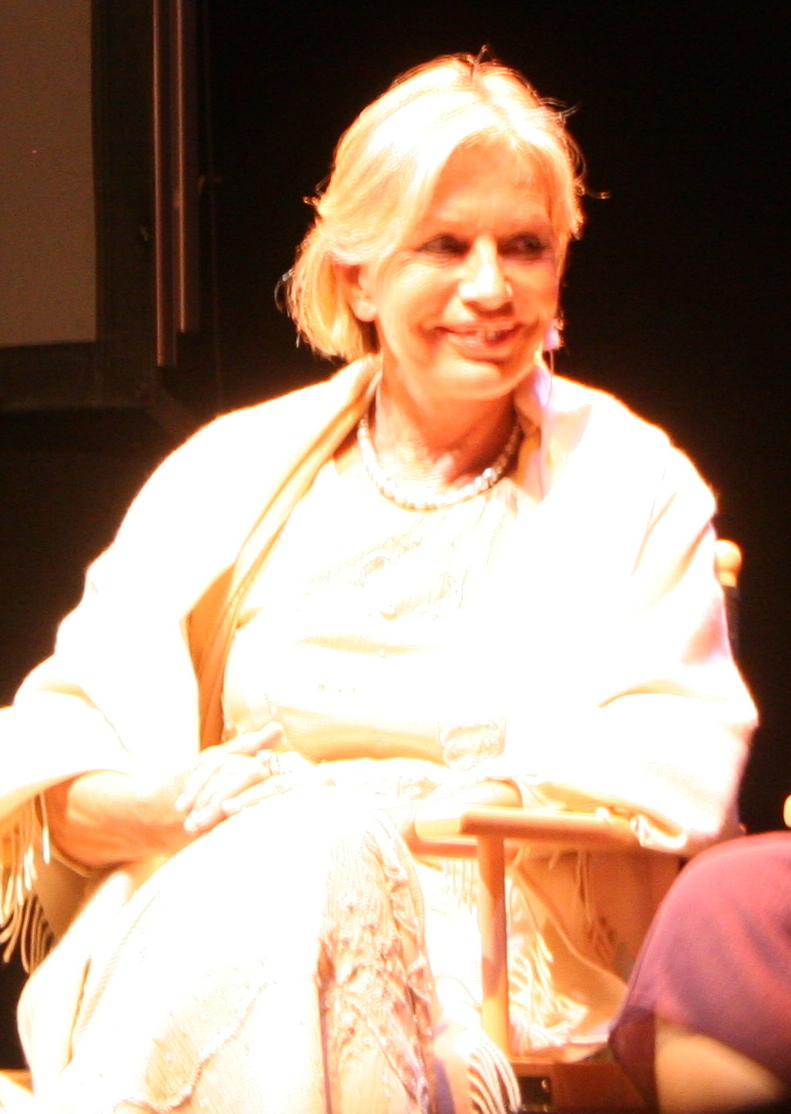
Catherine Spaak, 2008

Catherine Spaak (* 3. April 1945 in Boulogne-Billancourt; † 17. April 2022 in Rom) war eine belgisch-französisch-italienische Schauspielerin, Sängerin und Moderatorin.

## Herkunft
Spaak wurde 1945 in der Nähe von Paris als Tochter des Drehbuchautors Charles Spaak, Schwester der Schauspielerin und Fotografin Agnès Spaak sowie Nichte der Widerstandskämpferin Suzanne Spaak und des früheren stellvertretenden belgischen Ministerpräsidenten und Außenministers Paul-Henri Spaak geboren.

## Karriere

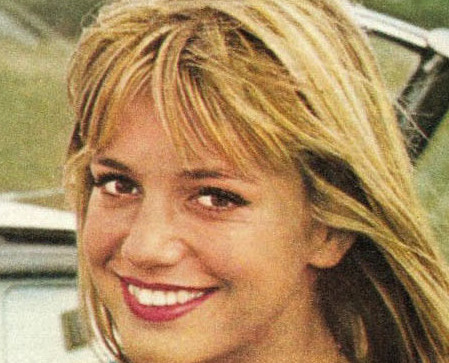
Catherine Spaak, 1962

Catherine Spaak kam frühzeitig zu kleinen Rollen und wurde durch die Hauptrolle in dem Film Wenn Mädchen Frauen werden als lolitahafte Männerverführerin bekannt. Sie zog bald darauf nach Rom, wo sie mit Lockende Unschuld das erworbene Filmklischee weiter ausbaute. Zugleich berichtete die Klatschpresse in diesem Sinne über sie. Später wirkte sie in vielen italienischen Komödien mit und spielte nebenher auch Theater.
1962 erschien in Italien ihre erste Single Perdono. 1963 folgten die Single Tu ridi di me und das erste von sieben Alben, Catherine Spaak, sowie 1964 eine weitere Single mit dem Lied L’Esercito del Surf. Darüber hinaus coverte sie Lieder von Françoise Hardy. Zwei Alben nahm sie gemeinsam mit ihrem Ehemann Johnny Dorelli auf. Die letzten Platten erschienen Ende der 1970er Jahre.
Sie spielte nur selten im Internationalen Film: 1967 verkörperte sie in der Hollywood-Produktion Hotel die Geliebte Rod Taylors. Sie wandte sich in den 1980er Jahren dem Journalismus zu, interviewte verschiedene Persönlichkeiten des öffentlichen Lebens und schrieb für den Corriere della Sera und andere Zeitungen und Zeitschriften. Ab 1985 sind etwa 20 von ihr moderierte Fernsehsendungen im italienischen Fernsehen bekannt. Bei der von ihr 2003 moderierten Sendung Il sogno dell’angelo, in der die Gäste über außergewöhnliche Erlebnisse berichteten, war sie Mitautorin.

## Privatleben
Spaak war ab 1963 für 14 Monate mit dem italienischen Schauspieler Fabrizio Capucci verheiratet. Seinetwegen war sie nach halbjährigem Unterricht bei dem Jesuitenpater Virginio Rotondi zum Katholizismus übergetreten. Aus der Ehe ging Tochter Sabrina Capucci (* 1963) hervor, die ebenfalls Schauspielerin wurde.
Von 1972 bis 1979 war Spaak mit Johnny Dorelli verheiratet; aus dieser Ehe stammt ein Sohn. Von 1993 bis 2010 war sie mit dem Architekten Daniel Rey verheiratet. 2013 heiratete sie Vladimiro Tuselli. Catherine Spaak starb 2022 im Alter von 77 Jahren in Rom.

## Filmografie (Auswahl)
- 1959: L’Hiver
- 1960: Das Loch (Le trou)
- 1960: Süße Begierde (I dolci inganni)
- 1961: Die drei Wahrheiten (Le puits aux trois vérités)
- 1962: Lockende Unschuld (La voglia matta)
- 1962: Verliebt in scharfe Kurven (Il sorpasso)
- 1963: Das Mädchen aus Parma (La parmigiana)
- 1963: Le monachine
- 1963: Die Nackte (La noia)
- 1963: Erotica (L’amore difficile)
- 1964: Drei Liebesnächte (Tre notti d’amore)
- 1964: Der Reigen (La ronde)
- 1964: Das heiße Leben (La calda vita)
- 1964: Dünkirchen, 2. Juni 1940 (Week-end à Zuydcoote)
- 1965: La bugiarda
- 1965: Oggi, domani, dopodomani
- 1965: Breakup (L’uomo dei cinque palloni)
- 1965: Die unglaublichen Abenteuer des hochwohllöblichen Ritters Branca Leone (L’armata Brancaleone)
- 1966: Geh ins Bett, nicht in den Krieg (Non faccio la guerra, faccio l’amore)
- 1966: Seitensprung auf italienisch (Adulterio all’italiana)
- 1966: Madamigella di Maupin
- 1966: Das Hotel (Hotel)
- 1967: Die längsten Finger hat Madame (La notte è fatta per... rubare)
- 1968: Huckepack (La matriarca)
- 1969: So reisen und so lieben wir (If It’s Tuesday, This Must Be Belgium)
- 1969: Die Freundin war immer dabei (Certo, certissimo, anzi... probabile)
- 1969: Una ragazza piuttosto complicata
- 1970: Con quale amore, con quanto amore
- 1971: Die neunschwänzige Katze (Il gatto a nove code)
- 1972: Der große Schwarze mit dem leichten Knall (La schiava io ce l’ho e tu no)
- 1972: Champ Cherokee (L’uomo dalla pelle dura)
- 1972: Mord bleibt Mord (Un meurtre est un meurtre)
- 1973: Liebe Eltern (Cari genitori)
- 1973: Der Nonnenspiegel (Storia di una monaca di clausura)
- 1973: Ein Glücksschwein muß kein Ferkel sein (La schiava io ce l'ho e tu no)
- 1974: La via dei babbuini
- 1975: Los pájaros de Baden-Baden
- 1975: Der schwarze Cowboy (Take a Hard Ride)
- 1975: Einen vor den Latz geknallt (La parola di un fuorilegge… è legge!)
- 1976: Bruciati da cocente passione
- 1976: Horse Fever (Febbre da cavallo)
- 1978: Per vivere meglio, divertitevi con noi
- 1979: Ein Bankangestellter in Nöten (Rag. Arturo De Fanti, bancario precario)
- 1980: Sunday Lovers
- 1980: Ich und Katharina (Io e Caterina)
- 1981: Honigmund (Miele di donna)
- 1983: Machen Sie Ihr Spiel (La Martingale)
- 1984: Claretta
- 1986: Affari di famiglia (Fernsehfilm)
- 1990: Scandalo segreto
- 2000: Der kleine Lord – Retter in der Not (Il ritorno del piccolo lord)
- 2002: Joy – scherzi di gioia
- 2004: Promessa d’amore
- 2004: Julie – Agentin des Königs (Julie, chevalier de Maupin)
- 2007: L’uomo privato
- 2010: Alice
- 2011: I più grandi di tutti
- 2014: Ti sposo ma non troppo
- 2019: La vacanza

## Schallplattenalben
- Catherine Spaak, 1963
- Noi Siamo I Giovani, 1964
- Spaak - Dorelli,  Promesse... Promesse, 1970
- J. Dorelli & C. Spaak, Toi Et Moi, 1974
- Catherine Spaak, 1976
- Domenico Modugno - Catherine Spaak – Cyrano, 1978
- La Nostra Primavera, 1978